# イトカメムシ
イトカメムシ（学名：Yemma exilis）はイトカメムシ科に属するカメムシの1種。糸のように細長い体と触角、歩脚を持つ。

## 特徴
体は非常に細長く、触角と歩脚は糸のように細長い昆虫。体長は約6mm。全体に淡黄色で、生きているときは緑色を帯びるのが普通。頭部は縦に細長くなっており、そのほぼ中央に横溝がある。複眼はその溝より前の側方に半球形に突き出しており、黒色となっている。単眼はその横溝のすぐ後方にある。触角は体長より長くて長さ約9.5mm、非常に細くなっている。第1節が一番長く、その先端はやや膨らんでいる。第2，第3節は一番細くなっており、第4節は短くて棍棒状となっている。また最先端の節を除いて黒色である。前胸背にはやや網目状に見える構造がある。小楯板には直立した針状突起がある場合があり、また臭腺の周りが鉤状に突き出しており、先端に開口がある。前翅はごく薄くて、その先端は腹部の末端に届かない。全体に透明で脈は黄色、虹のような光沢がある。腹部背面はやや色暗く、体の腹面は全体に淡い黄色となっている。歩脚はとても細く、淡い黄色に淡い褐色の微細な斑紋が散在し、勁節の末端と附節は褐色になっている。腿節は先端が膨らんでおり、勁節が一番長く、特に後肢の勁節が一番長い。

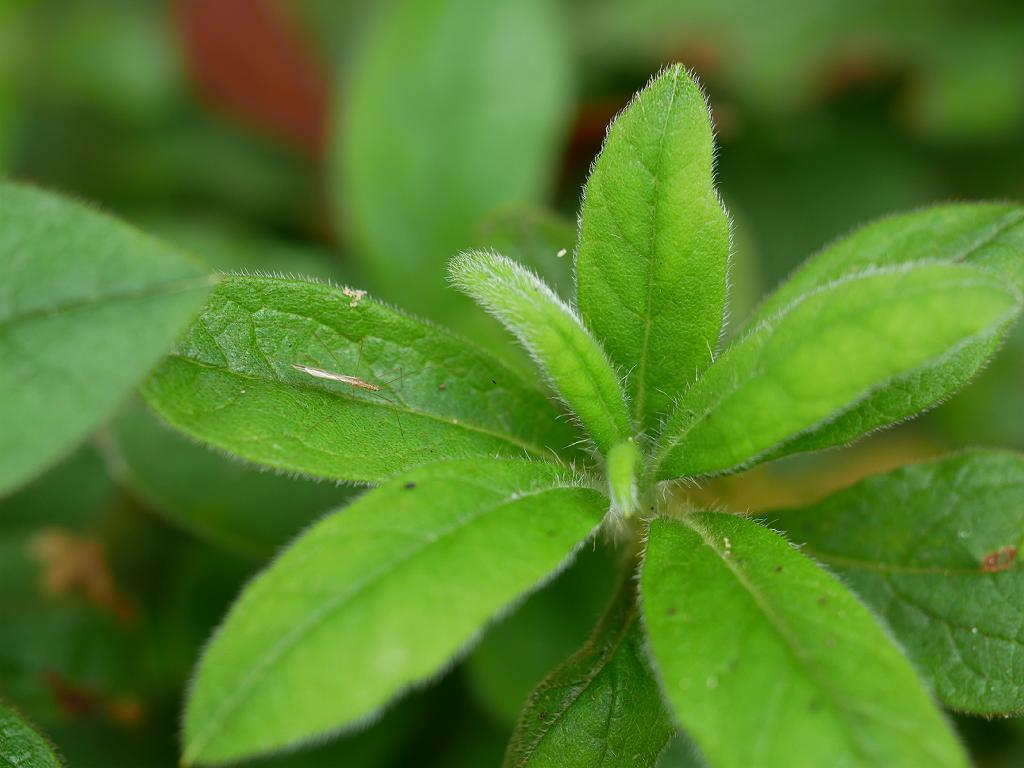
葉の上に止まっている様子
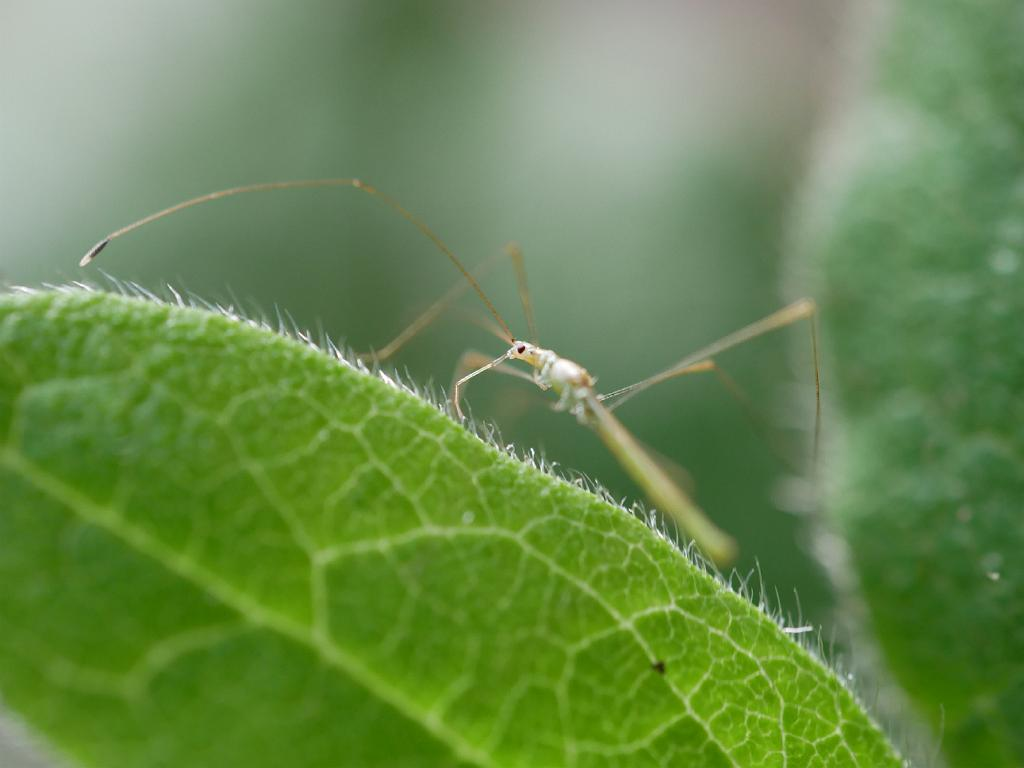
側面の様子
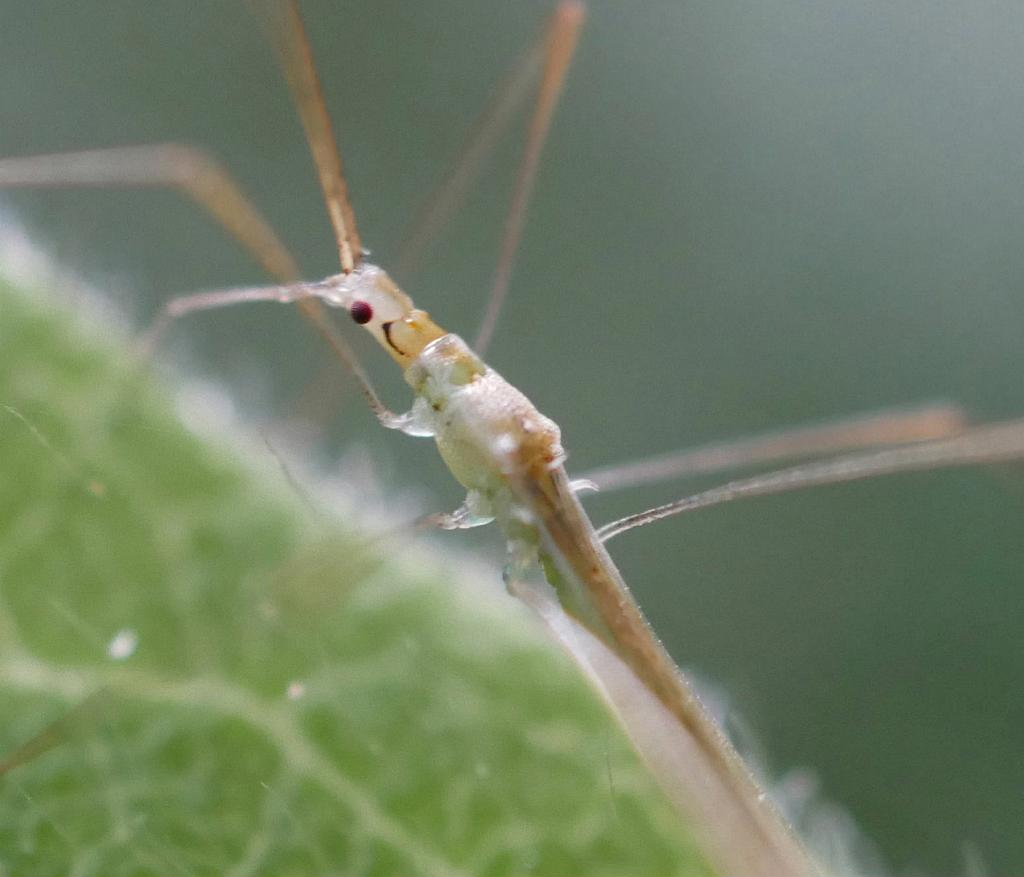
体前半部の拡大 小楯板の針状突起と鈎状の臭腺部分が見える

## 生態など
キリ、ゴマ、クサイチゴ、クズなどの葉の上に見られ、植食性であるが、時にアブラムシなどを捕食することが知られている。

## 分布
日本では本州、四国、九州と対馬に分布し、国外では朝鮮半島から知られる。

## 類似種など
本種の属するイトカメムシ科のものは概して体が細長くて触角や歩脚も細く長くなっているが、中でも本種の属するイトカメムシ属のものが特に細長い。本属の種は日本では本種のみである。
比較的似ているものに別属のヒメイトカメムシ Metacanthus pulchellus がある。同じように草木の葉の上に見られ、時に本種と混成することがある。本種に似ているが、体長が4mmほどと少し小さく、また触角や歩脚に環状の斑紋がはっきり入っている点などで区別できる。

## 利害
時にダイズにも寄生することがあるため、害虫として扱われることもある。主として葉や茎から吸汁するが、時には莢に着くという。ただし被害は問題にならない程度のようである。